# Louis Gérardin
Louis Gérardin (ur. 12 sierpnia 1912 w Boulogne-Billancourt, zm. 23 maja 1982 w Paryżu) – francuski kolarz torowy i szosowy, sześciokrotny medalista torowych mistrzostw świata.

## Kariera
Pierwszy sukces w karierze Louis Gérardin osiągnął w 1930 roku, kiedy zwyciężył w sprincie indywidualnym amatorów podczas torowych mistrzostw świata w Brukseli. Na zawodowstwo przeszedł w 1931 roku. W nowej kategorii pierwszy medal zdobył na mistrzostwach świata w Lipsku – w sprincie zajął trzecie miejsce za Belgiem Jefem Scherensem i Niemcem Albertem Richterem. W swej koronnej konkurencji zdobył jeszcze cztery medale, ale nigdy nie zwyciężył. Na mistrzostwach świata w Zurychu (1936), mistrzostwach świata w Paryżu (1947) i mistrzostwach w Amsterdamie (1948) zajmował drugie miejsce, a z mistrzostw w Brukseli (1935) wrócił z brązowym medalem. Wielokrotnie zdobywał medale torowych mistrzostw kraju, w tym osiem złotych. Startował również w wyścigach szosowych, ale bez większych sukcesów. Nigdy nie wystąpił na igrzyskach olimpijskich.